# Gene Callahan
Pour les articles homonymes, voir Callahan.
Gene Callahan est un chef décorateur et un directeur artistique américain né le 7 novembre 1923 à Bâton-Rouge (Louisiane) et mort le 26 décembre 1990 à Bâton-Rouge (Louisiane).

## Biographie
Gene Callahan commence par créer des décors d'opéra alors qu'il est étudiant à l'Université de Louisiane. Il travaillera par la suite à de nombreux films et aussi pour la télévision.

## Filmographie (sélection)

### Chef décorateur
- 1960 : La Vénus au vison (BUtterfield 8) de Daniel Mann
- 1960 : L'Homme à la peau de serpent (The Fugitive Kind) de Sidney Lumet
- 1961 : La Fièvre dans le sang (Splendor in the Grass) d'Elia Kazan
- 1961 : L'Arnaqueur (The Hustler) de Robert Rossen
- 1961 : Les Blouses blanches (The Young Doctors) de Phil Karlson
- 1963 : Le Cardinal (The Cardinal) d'Otto Preminger

### Directeur artistique
- 1963 : America, America d'Elia Kazan
- 1964 : A Carol for Another Christmas (en) de Joseph L. Mankiewicz
- 1968 : Funny Girl de William Wyler
- 1969 : L'Arrangement (The Arrangement) d'Elia Kazan
- 1972 : De l'influence des rayons gamma sur le comportement des marguerites (The Effect of Gamma Rays on Man-in-the-Moon Marigolds) de Paul Newman
- 1976 : Le Dernier Nabab (The Last Tycoon) d'Elia Kazan
- 1977 : Julia de Fred Zinnemann
- 1978 : Les Yeux de Laura Mars (Eyes of Laura Mars) d'Irvin Kershner
- 1985 : À double tranchant (Jagged Edge) de Richard Marquand
- 1987 : La Veuve noire (Black Widow) de Bob Rafelson
- 1989 : Potins de femmes (Steel Magnolias) d'Herbert Ross
- 1991 : Un été en Louisiane (The Man in the Moon) de Robert Mulligan

### Décorateur de plateau
- 1962 : David et Lisa de Frank Perry

## Distinctions

### Récompenses
- Oscar des meilleurs décors
  - en 1962 pour L'Arnaqueur
  - en 1964 pour America, America

### Nominations
- Oscar des meilleurs décors
  - en 1964 pour Le Cardinal
  - en 1977 pour Le Dernier Nabab
- Emmy Award 1975 : Meilleure direction artistique pour A Carol for Another Christmas (en)
- BAFTA 1979 : meilleurs décors pour Julia